# جورجيانا بورن جونز
كانت جورجيانا، السيدة بورن جونز (بيرمنينغهام 21 يوليو 1840- 2 فبراير 1920) رسامة ونقاشة، وثاني كبرى الأخوات ماكدونالد سنًا. كانت متزوجة من فنان ما قبل الرفائيلية إدوارد بورن جونز، وهي أيضًا أم الرسام فيليب بورن جونز، وعمة الروائي روديارد كيبلينغ ورئيس الوزراء ستانلي بالدوين، ومستشارة وصديقة لجورج إليوت وويليام موريس وجون راسكين. كانت إحدى أمناء معرض جنوب لندن وانتُخبت إلى مجلس رعية روتينغدين، قرب برايتون في ساسكس.
اشتُهرت بسيرة زوجها، مذكرات إدوارد بورن جونز، ولنشرها كتاب الأزهار خاصته. صارت حماة جون ويليام ماكيل، الذي تزوج ابنتها مارغريت. كان أطفالهما الروائيين أنجيلا ثيركيل ودينيس ماكيل وكلير ماكيل.

## نشأتها
وُلدت جورجيانا، التي طالما سُميت «جورجي»، في بيرمينغهام في 21 يوليو 1840، وكانت إحدى ثمانية أطفال ظلوا أحياء للمبجل جورج براون ماكدونالد (1805- 1868)، وهو قس ميثودي، وزوجته الثانية هانا (جونز قبل زواجها) (1809- 1875).
انتقلت عائلة ماكدونالد بصورة متكررة نظرًا لأن مدة كلٍ من تعيينات جورج الوظيفية كانت ثلاث سنوات، وعادوا إلى بيرمينغهام في سبتمبر 1850، حيث التحق أخو جورجيانا الأكبر هاري بمدرسة الملك إدوارد. تعرفت جورجيانا وأخواتها من خلاله على مجموعة من الطلاب الذين عُرفوا فيما بعد باسم مجموعة بيرمينغهام أو «مجموعة بيمبروك» في جامعة أوكسفورد، وكان معظمهم من بيرمينغهام أو درسوا في مدرسة الملك إدوارد. كان بينهم الشاب إدوارد بورن جونز (إدوارد البسيط أو نيد جونز). ارتقى إدوارد إلى كلية إكستر بجامعة أكسفورد لدراسة الإلهيات. التقى هناك ويليام موريس نتيجة لاهتمامهما المشترك بالشعر. شكل طالبا إكستر الجامعيان مجتمعًا وثيقًا وحميمًا جدًا، والذي سمياه «الأخوة»، مع أعضاء آخرين من مجموعة بيرمينغهام. كان أعضاء الأخوة يقرؤون جون راسكين وتنيسون، ويزورون الكنائس، ويبجلون القرون الوسطى. آنذاك، لم يعرف بورن جونز ولا موريس دانتي غابرييل روزيتي شخصيًا، لكن كان كلاهما متأثرًا جدًا بأعماله، والتقياه عبر تجنيده بصفة مساهم في مجلة أكسفورد وكامبريدج خاصتهما التي أنشأها موريس في 1856 للترويج لأفكارهما. تحت تأثير روزيتي، قرر كل من بورن جونز وموريس الصيرورة فنانًا، وترك بورن جونز الكلية قبل أن يحصل على شهادة للسعي خلف حياة مهنية فنية.
انتقلت جورجيانا إلى لندن مع عائلتها في 1853، عقب وفاة أختها كاري بسبب السل، فاستقروا أولًا في سلون سكوير، ثم في 22 والبوت ستريت. انتقلت العائلة بعدئذ إلى 17 بومونت ستريت في ماريليبون، في أغسطس 1856. بعد انتقال العائلة لمدة وجيزة إلى مانشستر، انتقلت جورجيانا بعد زواجها إلى راسل ستريت في 1860.
عبر صداقتها بإدوارد وخطوبتها اللاحقة إليه، في سن 15 في يونيو 1856، تمكنت من زيارة الاستوديو حيث كان يعمل مع روزيتي وموريس. تعرفت أيضًا بجون راسكين. قالت: «أتمنى لو كان من الممكن تفسير الانطباع الذي تُرك فيّ وأنا شابة صغيرة كانت خبرتها حتى ذاك الوقت بعيدة كل البعد عن الفن إثر التعامل المفاجئ والوثيق مع أولئك الذين كان الفن في نظرهم روح الحياة... شعرتُ أنني في حضرة ديانة جديدة».
دعا الفنان فورد مادوكس براون وزوجته إيما جورجيانا إلى إقامة مطولة في منزلهما اللندنيّ في أبريل 1860، حتى يتسنى لها قضاء الوقت مع إدوارد، وتزوج الاثنان بعد شهرين.